# Multekrem
Multekrem este un desert tradițional norvegian, făcut prin amestecarea fructelor de Rubus chamaemorus cu frișcă și zahăr. 